# Mohsen Habacha
 (janvier 2018).
Si vous disposez d'ouvrages ou d'articles de référence ou si vous connaissez des sites web de qualité traitant du thème abordé ici, merci de compléter l'article en donnant les références utiles à sa vérifiabilité et en les liant à la section « Notes et références ».
Mohsen Habacha (arabe : محسن حباشة), né le 25 janvier 1942 à Sousse et mort le 4 janvier 2025, est un footballeur et entraîneur tunisien actif entre 1960 et 1974.

## Biographie
Mohsen Habacha occupe le poste de défenseur au sein de l'Étoile sportive du Sahel et de l'équipe de Tunisie durant les années 1960. Il a ensuite connu une courte expérience professionnelle en 1969-1970 au sein de l'AC Ajaccio. 
Il a participé aux Jeux panarabes 1963 au Liban, aux Jeux méditerranéens de 1963 à Naples, aux Jeux africains 1963 au Sénégal, à la coupe d'Afrique des nations de football 1963 au Ghana et 1965 en Tunisie.
Mohsen Habacha meurt le 4 janvier 2025, âgé de 82 ans.

## Clubs
- 1960-1969 : Étoile sportive du Sahel
- 1969-1970 : Athletic Club ajaccien
- 1970-1974 : Étoile sportive du Sahel

## Palmarès
- Championnat de Tunisie : 1963, 1966, 1972
- Coupe de Tunisie : 1963, 1974
- Coupe du Maghreb des clubs champions : 1973
- Finaliste de la coupe d'Afrique des nations de football : 1965

Il a remporté deux coupes de Tunisie comme entraîneur de l'Étoile sportive du Sahel en 1981 et 1983.